# Rejon kałuski
Rejon kałuski (ukr. Калуський район) – jednostka administracyjna Ukrainy, w składzie obwodu iwanofrankiwskiego. Głównym miastem jest Kałusz.
Rejon został utworzony 17 lipca 2020 w związku z reformą podziału administracyjnego Ukrainy na rejony.

## Podział administracyjny rejonu
Rejon kałuski od 2020 roku dzieli się na terytorialne hromady:
- Hromada Bolechów
- Hromada Broszniów-Osada
- Hromada Wierzchnia
- Hromada Wygoda
- Hromada Witwica
- Hromada Wojniłów
- Hromada Dolina
- Hromada Duba
- Hromada Kałusz
- Hromada Nowica
- Hromada Perehińsko
- Hromada Rożniatów
- Hromada Spas